# Euphorbia obesa
Espèce
Statut CITES
Euphorbia obesa est une espèce de plantes à fleurs du genre Euphorbia et de la famille des Euphorbiaceae. C'est une plante succulente subtropicale originaire d'Afrique du Sud, notamment de la province du Cap.

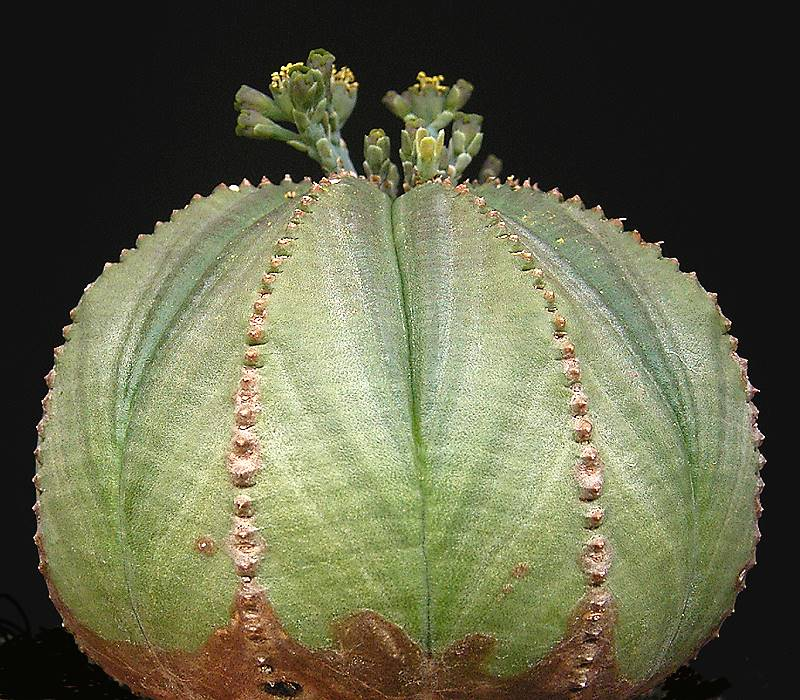
Fleurs d'un sujet mâle.

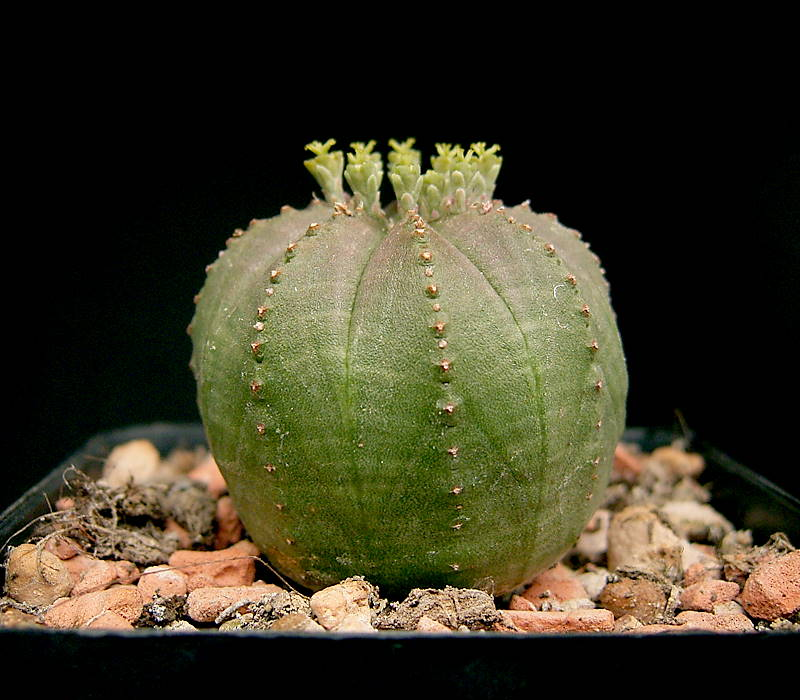
Fleurs d'un sujet femelle.

La plante est dioïque ce qui signifie qu'un sujet ne porte que des fleurs mâles (staminées) ou des fleurs femelles (pistillées).
Dans la nature, elle est en voie de disparition en raison des prélèvements dus à son esthétique, de sa croissance lente, et du fait que le fruit ne contient que deux ou trois graines. Mais elle est largement cultivée dans les jardineries.

## Description
Selon EOL (13 déc. 2015) : Euphorbia obesa, dépourvue d'épines, possède une forme globuleuse, sphérique chez les sujets jeunes, cylindrique chez les sujets âgés (en fait un réservoir d'eau pour les périodes de sécheresse). Son diamètre est de 6 cm chez les sujets jeunes, mais il peut atteindre 15 cm chez les sujets âgés.

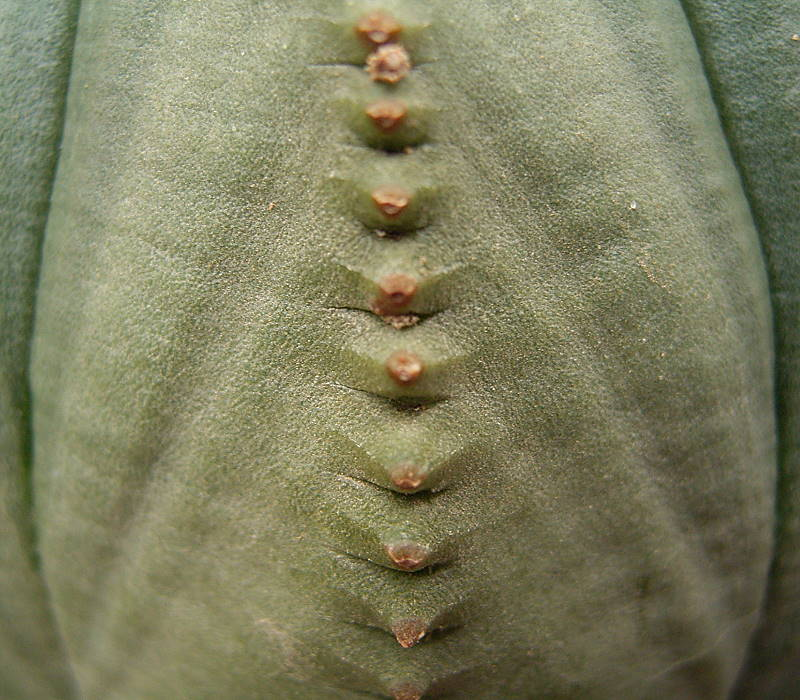
Vue rapprochée d'une arête.

Elle présente presque toujours huit côtes peu profondes ornées de petites gibbosités plantées très régulièrement sur les arêtes.
Elle est de couleur verte avec des raies horizontales plus claires ou plus sombres. Dans la nature et en plein soleil, elle présente des teintes rouges et violettes. Ses particularités la rendent extrêmement décorative.
Les petites fleurs insignifiantes se situent à l'apex ; comme chez toutes les euphorbes, il s'agit d'inflorescences appelées cyathes ou cyanthum.
De même, comme chez toutes les Euphorbia, la sève est un latex toxique.
Vivant dans des conditions comparables sur deux continents différents, Euphorbia obesa présente une convergence de forme avec Astrophytum asterias qui est une Cactaceae d'origine mexicaine.

## Mode de culture
Euphorbia obesa demande un sol léger et sableux. Elle supporte et apprécie des arrosages copieux en été. Mais elle doit être gardée totalement au sec en hiver. La température ne doit pas descendre en dessous de 5 °C.
Elle ne se ramifie jamais et ne peut être reproduite que par semis.